# Magnificence
Magnificence est un duo de disc jockeys néerlandais, formé en 2013.

## Discographie

### Singles
- 2014 : Blackwolf (avec Thomas Newson) [Spinnin Records]
- 2014 : Blizzard (avec Thomas Newson) [Protocol Recordings]
- 2015 : Empires (avec Jaz von D) [DOORN (Spinnin)]
- 2015 : Heartbeat (avec Alec Maire & Nicky Romero) [Protocol Recordings]
- 2015 : Promise [Metanoia Music (Arisa Audio)]
- 2015 : Generations [Code Red]
- 2015 : Uniform [Revealed Recordings]
- 2015 : Memories (ADE Exclusive) (avec Renegade & Alex Nash) [Protocol Recordings]
- 2016 : Breathin (avec Kerano) [Oxygen / Spinnin' Records]
- 2016 : 1994 (avec Marcus Schossow) [Doorn Records]

### Remixes
- 2013 : D-Rashid, Praia Del Sol, Sindy - Quero Te Beijar (Magnificence Remix) [Exklusive Records]
- 2015 : Futuristic Polar Bears, Wayne & Woods - Gaia (Magnificence Edit) [ZeroThree]
- 2015 : Daft Punk - One More Time (Magnificence & Marc Vold 2k15 Remix) [---]